# Imma thianthes
Imma thianthes is een vlinder uit de familie van de Immidae. De wetenschappelijke naam van de soort is voor het eerst geldig gepubliceerd in 1927 door Edward Meyrick.